# Asarum taipingshanianum
Asarum taipingshanianum S.F.Huang, T.H.Hsieh & T.C.Huang – gatunek rośliny z rodziny kokornakowatych (Aristolochiaceae Juss.). Występuje naturalnie na Tajwanie. 

## Morfologia
PokrójBylina tworząca kłącza.
LiściePojedyncze, mają podłużnie trójkątny kształt. Mierzą 3,5–5,5 cm długości oraz 2,5–5 cm szerokości. Górna powierzchnia jest zielona z białymi plamkami, natomiast od spodu mają purpurową barwę. Blaszka liściowa jest o sercowatej nasadzie i tępym wierzchołku. Ogonek liściowy jest mniej lub bardziej owłosiony i dorasta do 6–8 cm długości.
KwiatySą promieniste, obupłciowe, pojedyncze. Okwiat ma dzwonkowaty kształt z nieco zwężonym wierzchołkiem i purpurową barwę, dorasta do 1,5–2 cm długości oraz 1–1,5 cm szerokości. Listki okwiatu mają owalny kształt. Zalążnia jest górna z wolnymi słupkami.

## Biologia i ekologia
Rośnie w lasach. Występuje na wysokości do 1900 m n.p.m. Kwitnie w styczniu.